# Leptorycteropus
Leptorycteropus — вимерлий рід трубкозубових, що мешкав у верхньому міоцені в (7–5 мільйонів років тому), а його викопні останки були знайдені в Африці (Кенія).

## Опис
Ця тварина відома переважно завдяки частковому скелету, знайденому в Лотагамі, Кенія. Скам'янілості свідчать про те, що Leptorycteropus досить сильно відрізнявся від сучасних трубкозубів (Orycteropus afer), починаючи з розміру: він не міг досягати метра в довжину, а висота в холці мала бути близько 25 сантиметрів, тоді як сучасний вид має довжину від 1,5 до двох метрів. Крім того, Leptorycteropus мав довші та менш м'язисті ноги, хвіст, ймовірно, був коротшим, а морда, на що вказує ряд зубів, була коротшою. Однак спина мала такий самий дугоподібний профіль.